# The Playboy Mansion
The Playboy Mansion – piosenka rockowej grupy U2, pochodząca z jej wydanego w 1997 roku albumu, Pop. Nie została ona nigdy wykonana na żywo. Jedynym wyjątkiem było zagranie przez zespół jej fragmentu pod koniec utworu "Where the Streets Have No Name" w trakcie koncertu trasy PopMart Tour.
Tekst piosenki, podążając za tematyką całego albumu, o której mówi chociażby jego tytuł, Pop, zawiera wiele odniesień do współczesnej kultury masowej. Wspomniane są w nim m.in. Coca-Cola, album HIStory Michaela Jacksona, sportowiec O.J. Simpson, hamburger Big Mac, perfumy Obsession Calvina Kleina oraz tytułowa The Playboy Mansion, czyli rezydencja założyciela magazynu Playboy Hugh Hefnera.